# Coryphopterus lipernes
Coryphopterus lipernes är en fiskart som beskrevs av Böhlke och Robins 1962. Coryphopterus lipernes ingår i släktet Coryphopterus och familjen smörbultsfiskar. Inga underarter finns listade i Catalogue of Life.